# Zetsuai 1989
Zetsuai 1989 (jap. 絶愛-1989-) – manga autorstwa Minami Ozaki, zaliczana do gatunku yaoi oraz oparte na niej anime. Opowiada historię miłości dwóch młodych mężczyzn: utalentowanego piłkarza Takuto Izumiego oraz piosenkarza Kōjiego Nanjo. Bohaterowie muszą w niej przezwyciężyć barierę środowiskową oraz problem własnych preferencji seksualnych. Kontynuacją serii jest manga Bronze, ukazująca losy bohaterów po roku 1989.
Zarówno Zetsuai, jak i Bronze, doczekały się ekranizacji w postaci dwóch czterdziestopięciominutowych OAV (Zetsuai 1989 w roku 1992, natomiast Bronze – 1996).